# Teemu Pukki
Teemu Pukki (Kotka, 29 de marzo de 1990) es un futbolista finlandés. Juega de delantero y su equipo es el HJK Helsinki de la Veikkausliiga de Finlandia.
Comenzó su carrera con el KTP y debutó en la categoría absoluta el 23 de junio de 2005 a la edad de 15 años en un partido de la quinta ronda de la Copa de Finlandia. Luego se mudó a Sevilla en 2008, donde jugó solo un partido de La Liga con el primer equipo antes de regresar a Finlandia con el HJK. Luego jugó en las principales divisiones de Alemania con el Schalke 04, Escocia con el Celtic y Dinamarca con el Brøndby. En 2018 fichó por Norwich City en una transferencia gratuita y fue nombrado jugador de la temporada en el campeonato EFL Championship 2018-19
Hizo su debut internacional con Finlandia en 2009 y ha jugado 127 partidos internacionales, anotando 42 goles. Es el máximo goleador histórico de su país superando a Jari Litmanen.[cita requerida] Anotó diez goles en diez partidos en la campaña de clasificación de Finlandia para la Eurocopa 2020, lo que ayudó al equipo a alcanzar su primer torneo internacional.

## Trayectoria

### F. C. KooTeePee
Pukki comenzó su carrera futbolística en la infancia en HOPS (Hovinsaaren Palloseura) mientras vivía en Hovinsaari, Kotka. De joven se unió a al club KTP, de la ciudad natal, jugando para su equipo sub-19. Debutó con el primer equipo a los 16 años y sus actuaciones lo vieron convocado para jugar en las selecciones juveniles de Finlandia. En dos temporadas en el fútbol del primer equipo, Pukki jugó 29 partidos en la Veikkausliiga y marcó tres goles.

### Sevilla F. C.
Pukki se mudó al Sevilla procedente del KTP y fue convocado para el primer equipo del Sevilla para el partido a domicilio contra el Real Madrid el 7 de diciembre de 2008, pero fue un suplente no utilizado. Recibió su debut en LaLiga en casa contra el Racing el 25 de enero de 2009. No encontró oportunidades en el Sevilla jugando principalmente para el equipo de reserva Sevilla Atlético así que decidió regresar a Finlandia.

### H. J. K. Helsinki
El 28 de agosto de 2010, Pukki firmó un contrato de tres años y medio con el club finlandés HJK. Pukki hizo su debut el 30 de agosto en un partido contra el IFK Mariehamn. Logró marcar su primer gol con el HJK en el siguiente partido contra FF Jaro, que fue su primer gol en un partido de liga en casi dos años. Durante la temporada 2010 logró jugar ocho partidos y anotar dos goles para el HJK. Al final de la temporada, HJK y Pukki ganaron la Veikkausliiga finlandesa y un subcampeonato en la Copa de Finlandia.
Durante la temporada 2011 marcó 11 goles y dio ocho asistencias en 18 partidos de liga, de los cuales estuvo en la alineación titular en 13. Fue elegido para el equipo 2011 Veikkausliiga All Stars. Pukki también fue una figura clave en la clasificación para la Champions League y la Europa League. Marcó dos goles contra Bangor City y los dos goles del HJK en la victoria en casa por 2-0 contra el FC Schalke 04. Pukki también anotó el único gol de HJK en la derrota a domicilio por 6-1 ante el Schalke. Puuki fue campeón esta vez de la Copa de Finlandia anotando un tanto en 6 juegos, Al final de temporada terminó con 17 goles en 30 partidos.

### F. C. Schalke 04
El 31 de agosto de 2011, Pukki se unió al F. C. Schalke 04 con un contrato de tres años. Hizo su debut el 18 de septiembre, cuando entró como suplente de Klaas-Jan Huntelaar en el minuto 66 en la derrota por 0-2 ante el Bayern de Múnich. El 6 de noviembre, marcó dos goles con el Schalke cuando debutó en el once inicial contra el Hannover 96. Al hacerlo, se convirtió en el tercer finlandés en marcar un doblete en la Bundesliga alemana, después de Ari Hjelm y Pasi Rautiainen.

### Celtic F. C.
Pukki firmó un contrato de cuatro años con el Celtic procedente del F. C. Schalke 04 por una tarifa no revelada el 31 de agosto de 2013. Marcó en su debut en la victoria por 3-1 ante el Hearts el 14 de septiembre de 2013 y de nuevo en su debut en casa contra el St Johnstone el 21 de septiembre. El 26 de enero de 2014 marcó contra el Hibernian, sin embargo, la primera temporada de Pukki en el Celtic fue considerada una decepción ya que no pudo llenar el vacío dejado por Gary Hooper, quien se había ido al comienzo de la temporada. El propio Pukki reconoció más tarde la falta de impacto que había tenido, admitiendo que inicialmente sintió que jugar en Escocia sería "más fácil" que en Alemania. Encontró difícil adaptarse a la velocidad y la naturaleza física del juego en Escocia, y afirmó que "el fútbol escocés no es fácil. No es una mala liga en absoluto".
El 8 de julio de 2014, Pukki anotó su primer triplete con el Celtic en un amistoso de pretemporada contra LASK Linz en la victoria por 5-2. Pukki anotó dos goles en la victoria del Celtic contra KR Reykjavik en Murrayfield Stadium en el partido de clasificación de la Champions League, el partido terminó 4-0 con el Celtic ganando 5-0 en el global.. Sin embargo, luchó por tener algún impacto en los siguientes partidos de la ronda de clasificación contra el Legia Varsovia y fue sustituido en el descanso en la derrota de la liga ante Inverness Caledonian Thistle el 6 de agosto de 2014.

### Brøndby I. F.
El 1 de septiembre de 2014, Pukki firmó un contrato de préstamo por un año con opción de compra con el Brøndby IF danés. Hizo su debut 13 días después en un partido de liga en casa contra el Randers y marcó su primer gol dos semanas después en un empate 2-2 ante el Esbjerg. Luego marcó otros cuatro goles en sus siguientes cuatro juegos, y fue recompensado por su forma al ser votado como el Jugador del Mes de la Superliga de octubre, terminando la temporada como el jugador del club, con nueve goles. El 19 de junio de 2015, Pukki firmó un contrato de tres años con Brøndby por una tarifa no revelada. El 4 de agosto de 2016, Pukki anotó tres goles cuando Brøndby eliminó al Hertha BSC en la tercera ronda de la fase de clasificación de la UEFA Europa League 2016-17, ganando 3-1 y superando así un 0-1 en desventaja del partido de ida en Berlín.
El 13 de julio de 2017, marcó un gol contra el VPS en el partido de ida de la segunda ronda de clasificación para la UEFA Europa League 2017-18, Brøndby ganaría el partido 2-0. El 10 de mayo de 2018 jugó cuando Brøndby venció al Silkeborg IF por 3-1 en la final de la Copa de Dinamarca 2017-18.
Fue liberado al final de la temporada 2017-18 después de no llegar a un acuerdo nuevo con el club.

### Norwich City F. C.

#### Temporada 2018-19
El 30 de junio de 2018, Pukki se unió al club Norwich City en una transferencia gratuita, firmando un contrato de tres años. Hizo su debut el 4 de agosto, jugando los 90 minutos completos de un empate 2-2 ante el Birmingham City, y una semana más tarde anotó su primer gol en una derrota en casa 4-3 contra el West Bromwich Albion.
De enero a febrero de 2019, Pukki anotó ocho goles en seis partidos consecutivos, y terminó con dos goles en la victoria por 4-0 ante el Bolton Wanderers. Esta racha incluyó dos goles el 10 de febrero en la victoria por 3-0 sobre el Ipswich Town en el East Anglian Derby, con este gol el finlandés se convirtió en el goleador de la temporada con 28 goles y también se convirtió en el finlandés con mas goles en una temporada, superando a los 20 del exjugador de Shefki Kuqi en la 2004-05.
En abril de 2019, Pukki fue nombrado Jugador de la temporada del campeonato de EFL y fue incluido en el Equipo de la temporada del campeonato 2018-19. También fue nombrado Jugador de la Temporada del Norwich City FC por los seguidores del Norwich City para 2018-19 y recibió el Trofeo Barry Butler Memorial.

#### Temporada 2019-20

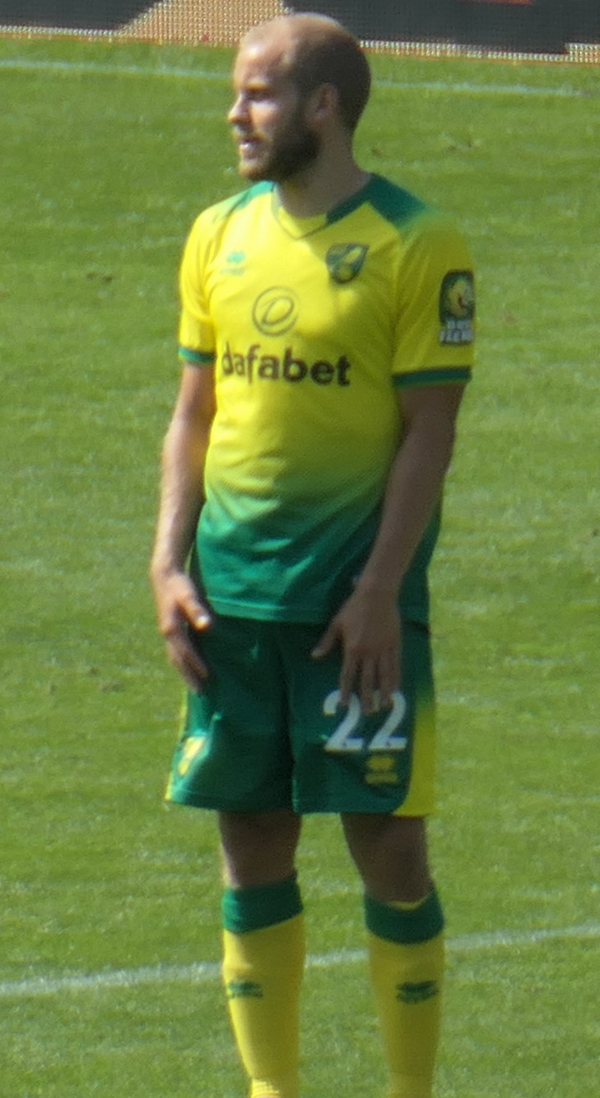
Pukki con el Norwich City en 2019

El 3 de julio de 2019, Pukki firmó un nuevo contrato de tres años con los recién llegados a la Premier League. El 9 de agosto, anotó su primer gol en la Premier League en una derrota por 4-1 ante el Liverpool en la primera jornada. Ocho días después, anotó un hat-trick contra el Newcastle United en la victoria por 3-1, el primer hat-trick del Norwich en la Premier League desde Efan Ekoku contra el Everton en septiembre de 1993. Durante el mes de agosto fue nombrado Jugador del Mes de la Premier League, y Jugador del Mes de la Premier League de la PFA. Pukki marcó once goles en la Premier League con el Norwich, pero no pudo evitar que los Canarios descendieran a la Championship.

#### Temporada 2020-21
Pukki permaneció en Norwich luego de su descenso al Campeonato y anotó su primer gol de la temporada en un empate 2-2 con Preston North End en Carrow Road. Pukki continuó su prolífica forma en el campeonato y anotó su quincuagésimo gol para las Canarias con un doblete en la victoria por 2-1 sobre el Blackburn Rovers. Pukki fue nombrado Jugador del Mes del Campeonato de febrero de 2021, anotando siete goles en siete partidos. El 6 de abril de 2021, anotó su primer hat-trick de campeonato y su vigésimo quinto gol de la temporada en una goleada por 7-0 sobre el Huddersfield Town.
En abril de 2021, fue incluido en el Equipo de la Temporada de Championship y nominado para el Jugador de la Temporada de la Championship. Sin embargo, el premio lo ganó su compañero de equipo Emiliano Buendía.

## Selección nacional

### Categorías inferiores
Pukki hizo su debut en el fútbol internacional el 10 de agosto de 2005 a la edad de 15 años y marcó los dos goles del partido para Finlandia U15 en la victoria por 0-2 en Cardiff contra Gales U15.

### Selección absoluta
Ha sido internacional con la selección de Finlandia; ha jugado 130 partidos internacionales y ha marcado 42 goles. El 4 de febrero de 2009 debutó en un partido amistoso contra Japón. En el partido de clasificación para el Mundial de Brasil 2014 frente a España, el 21 de marzo de 2013, en el estadio El Molinón de Gijón, consiguió el gol del empate a falta de 12 minutos, concluyendo el partido con un marcador de 1-1.
El 15 de noviembre de 2019, gracias a dos goles suyos, el combinado finlandés venció al de Liechtenstein, clasificando así a Finlandia por primera vez a una Eurocopa y un gran torneo internacional de fútbol.

#### Participaciones en Eurocopas
| Copa          | Sede   | Resultado    | Partidos | Goles |
| ------------- | ------ | ------------ | -------- | ----- |
| Eurocopa 2020 | Europa | Primera fase | 3        | 0     |

## Estadísticas

### Clubes
| Club | Temporada     | Liga  | Liga  | Copas nacionales(1) | Copas nacionales(1) | Copas internacionales(2) | Copas internacionales(2) | Total(3) | Total(3) | Promedio goleador |
| Club | Temporada     | Part. | Goles | Part.               | Goles               | Part.                    | Goles                    | Part.    | Goles    | Promedio goleador |
| --- | ------------- | ----- | ----- | ------------------- | ------------------- | ------------------------ | ------------------------ | -------- | -------- | ----------------- |
| F. C. KooTeePee · Finlandia | 2006          | 5     | 0     | -                   | -                   | -                        | -                        | 5        | 0        | 0.00              |
| F. C. KooTeePee · Finlandia | 2007          | 24    | 3     | -                   | -                   | -                        | -                        | 24       | 3        | 0.13              |
| F. C. KooTeePee · Finlandia | Total club    | 29    | 3     | 0                   | 0                   | 0                        | 0                        | 29       | 3        | 0.10              |
| Sevilla F. C. · España | 2008-09       | 1     | 0     | -                   | -                   | -                        | -                        | 1        | 0        | 0.00              |
| Sevilla F. C. · España | Total club    | 1     | 0     | 0                   | 0                   | 0                        | 0                        | 1        | 0        | 0                 |
| Sevilla Atlético · España | 2008-09       | 17    | 3     | -                   | -                   | -                        | -                        | 17       | 3        | 0.18              |
| Sevilla Atlético · España | 2009-10       | 16    | 0     | -                   | -                   | -                        | -                        | 16       | 0        | 0                 |
| Sevilla Atlético · España | Total club    | 33    | 3     | 0                   | 0                   | 0                        | 0                        | 33       | 3        | 0.09              |
| HJK · Finlandia | 2010          | 7     | 2     | 1                   | 0                   | -                        | -                        | 8        | 2        | 0.25              |
| HJK · Finlandia | 2011          | 17    | 11    | 2                   | 0                   | 0                        | 0                        | 19       | 11       | 0.58              |
| HJK · Finlandia | 2012          | 0     | 0     | 0                   | 0                   | 6                        | 5                        | 6        | 5        | 0.83              |
| HJK · Finlandia | Total club    | 24    | 13    | 3                   | 0                   | 6                        | 5                        | 33       | 18       | 0.55              |
| F. C. Schalke 04 · Alemania | 2011-12       | 19    | 5     | 2                   | 0                   | -                        | -                        | 19       | 5        | 0.26              |
| F. C. Schalke 04 · Alemania | 2012-13       | 17    | 3     | 2                   | 0                   | 5                        | 0                        | 24       | 3        | 0.13              |
| F. C. Schalke 04 · Alemania | 2013-14       | 1     | 0     | -                   | -                   | 1                        | 0                        | 2        | 0        | 0.00              |
| F. C. Schalke 04 · Alemania | Total club    | 37    | 8     | 4                   | 0                   | 6                        | 0                        | 47       | 8        | 0.17              |
| Celtic F. C. Escocia | 2013-14       | 26    | 7     | 2                   | 0                   | 5                        | 0                        | 33       | 7        | 0.21              |
| Celtic F. C. Escocia | 2014-15       | 1     | 0     | -                   | -                   | 4                        | 2                        | 5        | 2        | 0.4               |
| Celtic F. C. Escocia | Total club    | 27    | 7     | 2                   | 0                   | 9                        | 2                        | 38       | 9        | 0.24              |
| Brøndby IF Dinamarca | 2014-15       | 27    | 9     | 3                   | 2                   | -                        | -                        | 30       | 11       | 0.37              |
| Brøndby IF Dinamarca | 2015-16       | 33    | 9     | 3                   | 1                   | 8                        | 3                        | 44       | 13       | 0.30              |
| Brøndby IF Dinamarca | 2016-17       | 34    | 20    | 4                   | 3                   | 8                        | 6                        | 46       | 29       | 0.63              |
| Brøndby IF Dinamarca | 2017-18       | 36    | 17    | 5                   | 1                   | 3                        | 1                        | 44       | 19       | 0.43              |
| Brøndby IF Dinamarca | Total club    | 130   | 55    | 15                  | 7                   | 19                       | 10                       | 164      | 72       | 0.44              |
| Norwich City F. C. Inglaterra | 2018-19       | 43    | 29    | 3                   | 1                   | -                        | -                        | 46       | 30       | 0.65              |
| Norwich City F. C. Inglaterra | 2019-20       | 36    | 11    | 2                   | 0                   | -                        | -                        | 38       | 11       | 0.29              |
| Norwich City F. C. Inglaterra | 2020-21       | 41    | 26    | 1                   | 0                   | -                        | -                        | 42       | 26       | 0.50              |
| Norwich City F. C. Inglaterra | 2021-22       | 37    | 11    | 4                   | 0                   | -                        | -                        | 41       | 11       | 0.27              |
| Norwich City F. C. Inglaterra | 2022-23       | 41    | 10    | 2                   | 0                   | -                        | -                        | 43       | 10       | 0.23              |
| Norwich City F. C. Inglaterra | Total club    | 198   | 87    | 12                  | 1                   | 0                        | 0                        | 210      | 88       | 0.42              |
| Total carrera | Total carrera | 479   | 176   | 36                  | 8                   | 40                       | 17                       | 555      | 201      | 0.36              |
| (1) Incluye datos de la Copa de Escocia, Copa de Alemania, Copa de Dinamarca, Copa de la Liga de Inglaterra y FA Cup. (2) Incluye datos de la Liga de Campeones de la UEFA, UEFA Europa League. (3) No incluye goles en partidos amistosos. |               |       |       |                     |                     |                          |                          |          |          |                   |

## Palmarés

### Títulos nacionales
| Título               | Club               | País       | Año  |
| -------------------- | ------------------ | ---------- | ---- |
| Veikkausliiga        | HJK Helsinki       | Finlandia  | 2010 |
| Veikkausliiga        | HJK Helsinki       | Finlandia  | 2011 |
| Copa de Finlandia    | HJK Helsinki       | Finlandia  | 2011 |
| Scottish Premiership | Celtic F. C.       | Escocia    | 2014 |
| EFL Championship     | Norwich City F. C. | Inglaterra | 2019 |
| EFL Championship     | Norwich City F. C. | Inglaterra | 2021 |

### Distinciones individuales
| Distinción                             | Año     |
| -------------------------------------- | ------- |
| Mejor jugador joven de Finlandia       | 2006    |
| Máximo goleador de la EFL Championship | 2018-19 |